# Malte Sartorius
Malte Sartorius (* 8. November 1933 in Waldlinden, Ostpreußen; † 11. September 2017 in Braunschweig) war ein deutscher Maler und Grafiker. Er war Professor an der Hochschule für Bildende Künste Braunschweig.

## Leben und Werk
Nach dem Abitur 1954 in Göttingen studierte Sartorius an der Akademie der bildenden Künste Stuttgart bei Gerhard Gollwitzer (allgemeine künstlerische Ausbildung), Christoff Schellenberger (Werken) und Karl Rössing (Freie Graphik). Ab 1955 entstanden erste Lithografien und 1956 Linolschnitte. Seither beschäftigte er sich fast ausschließlich mit Zeichnungen und Druckgrafik. 1958 legte er an der Stuttgarter Akademie das 1. Staatsexamen für Kunsterziehung ab. Ab 1960 druckte er erste Holzschnitte und machte Versuche mit der Radierung.
1963 wurde er an die Hochschule für Bildende Künste Braunschweig berufen und übernahm die Klasse für künstlerische Grundausbildung und 1966 die Klasse für Freie Grafik. In den Jahren 1966/67 entwickelte er seine Radiertechnik fort. Von 1970 bis 1977 entstanden große Farbstift-Zeichnungen und Farbsiebdrucke. 1999 wurde Sartorius emeritiert. Er war Mitglied des Deutschen Künstlerbundes und der Münchener Secession.
Für seine filigranen, farblich reduzierten Zeichnungen und Radierungen verwendete Sartorius meist Fotografien als Vorlage, die er als Anregungen für eigene Kompositionen nutzte. Seine bevorzugten Motive waren Landschaften und Stillleben, die er sehr detailliert und den Licht- und Schattenkontrast nutzend altmeisterlich ausarbeitete.
Seit seiner Studienzeit blieb Malte Sartorius seinem Lehrer Karl Rössing verbunden. Rössing selbst hatte ihn bereits 1959 zusammen mit Robert Förch, Walter Rabe und Günter Schöllkopf in die Ausstellung „Karl Rössing und seine Schule“ im Kunstverein Heilbronn einbezogen. 1977 figurierte er in einem größeren Kreis ehemaliger Schüler, die sich aus Anlass des 80. Geburtstags ihres Lehrers in dessen Anwesenheit an der Stuttgarter Akademie zusammenfanden – der ersten und bislang letzten Veranstaltung in dieser Form überhaupt.
Er lebte und arbeitete in Braunschweig und im spanischen Altea. Sartorius starb im September 2017 im Alter von 83 Jahren in Braunschweig.

## Preise
- 2011: Kunstpreis der SPD-Fraktion im Niedersächsischen Landtag
- 1987: Niedersächsisches Künstlerstipendium Grafica Atlantica Reykjavík (internationales Konsortium für Druckgrafik)
- 1983: Medaille der 7. Internationalen Grafikbiennale Frechen
- 1981: Preis der Francis Kyle Gallery bei der 7. Print Biennale, Bradford.
- 1980: Medaille der 6. Internationalen Graphikbiennale
- 1980: Zweiter Preis beim Wettbewerb der Hastra, Hannover
- 1966: Burda-Preis für Graphik, München.
- 1965: Förderpreis des Landes Niedersachsen
- 1954: Stipendium der Studienstiftung des deutschen Volkes

## Publikationen
- Das Graphische Werk. Druckgraphik 1955 bis 1977. Stiftung Nord LB, 2011, ISBN 978-3-00-034543-2.
- Thomas Döring (u. a.): Malte, Sartorius: Druckgraphik aus fünf Jahrzehnten. Herzog Anton Ulrich-Museum, Braunschweig 2000, ISBN 3-922279-46-5.
- Malte Sartorius. Venedig. Zeichnungen und Radierungen. Katalog anlässlich der Ausstellung „Venedig – Malte Sartorius – Zeichnungen und Radierungen“. Landesmuseum Oldenburg, 2007 und Städtische Galerie Wolfsburg, 2008, ISBN 978-3-939825-26-5.
- Malte Sartorius. Band II, Werkverzeichnis der Radierungen 1972–1983. Verlag Th. Schäfer GmbH, Hannover 1983, ISBN 3-88746-084-7
- Johann-Karl Schmidt: Malte Sartorius – Arbeiten 1969–1974. Ausstellungskatalog Ulmer Museum 1974.
- Hans-Georg Sehrt: Malte Sartorius – Stillleben, Radierungen. Halle (Saale) 2006, 36 S., 26 Abb., hrsg. vom Halleschen Kunstverein zur Ausstellung vom 3. Dezember 2006 – 28. Januar 2007 im Opernhaus Halle